# Edith Dittrich
Edith Dittrich (* 1923 in Brüx, Tschechoslowakei; † 5. November 2000) war eine deutsche Kunsthistorikerin, Archäologin und Sinologin. Als Kuratorin wirkte sie langjährig am Kölner Museum für Ostasiatische Kunst.

## Werdegang und Arbeit
Edith Dittrich kam 1948 in die spätere Bundesrepublik und arbeitete zunächst in Hamburg als Fremdsprachensekretärin, bevor sie in Wien, Stockholm und Köln Kunstgeschichte, Archäologie und Sinologie studierte. Mit einer Arbeit zum Motiv des Tierkampfes in der altchinesischen Kunst wurde sie 1959 in Köln promoviert.
Noch während ihrer Studienzeit arbeitete sie am Museum für Ostasiatische Kunst unter Leitung des ersten Nachkriegsdirektors Werner Speiser; nach ihrer Promotion wurde sie 1960 zur Kustodin ernannt. Als Speiser 1965 mit nur 57 Jahren verstarb, hatte sie bis zur Übernahme durch Roger Goepper 1966 die kommissarische Leitung des Museums inne. 1971 zur Oberkustodin befördert, lehrte sie von 1975 bis in die Mitte der 1980er Jahre auch Ostasiatische Kunstgeschichte an der Universität Bonn. 1984 trat Edith Dittrich aus gesundheitlichen Gründen in den vorzeitigen Ruhestand; sie starb im November 2000.
Dittrichs Forschungsinteressen waren breitgefächert; ihre Arbeiten umfassten archäologische Themen wie in ihrer Dissertation oder zum chinesischen Grabkult ebenso wie Elemente der zentralasiatischen Kunst. Auf dem Deutschen Orientalistentag 1988 stellte sie ihre Forschung zur mittel- und ostasiatischen Metallkunst der späten Eisenzeit vor; 1992 sprach sie auf der International Archaeological Conference on North Chinese Ancient Nations im mongolischen Hohhot über die Verbreitung des Löwenmotivs in der altasiatischen Kunst. Daneben forschte und publizierte sie zu einzelnen Objekten der Kölner Sammlung und lieferte zahlreiche Beiträge zu Ausstellungskatalogen.

## Publikationen (Auswahl)
- Das Motiv des Tierkampfes in der altchinesischen Kunst. (Dissertation, Köln) (= Asiatische Forschungen. Band 13). Harrassowitz, Wiesbaden 1963.
- Stadt Köln (Hrsg.): Der wandelbare Raum: japanische Wandschirme und Schiebetüren. Ausstellung des Museums für Ostasiatische Kunst der Stadt Köln in der Kölner Kunsthalle 21. Oktober 1972 bis 21. Januar 1973. Museum für Ostasiatische Kunst, Köln 1972 (Gestaltung und Text durch E. Dittrich).
- Hsi-hsiang chi, chinesische Farbholzschnitte von Min Chʻi-chi 1640 = The romance of the Western chamber : Hsi-hsiang chi, chinese colour woodcuts by Min Chʻi-chi, 1640. Übersetzung der Gedichte und Siegel: Willibald Veit. Hrsg.: Museum für Ostasiatische Kunst der Stadt Köln (= Monographien des Museums für Ostasiatische Kunst. Band 1). Köln 1977.
- Grabkult im alten China (= Taschenbücher des Museums für Ostasiatische Kunst der Stadt Köln. Band 2). Museum für Ostasiat. Kunst, Köln 1981.
- Glück ohne Ende: Neujahrsbilder aus China. Museum für Ostasiatische Kunst, Köln 1984.
- Könnte man doch bleiben: Reisenotizen und Essays. Wienand, Köln 2000, ISBN 3-87909-718-6.